# ニール・テイラー (サッカー選手)
ニール・ジョン・テイラー（Neil John Taylor、1989年2月7日 - ）は、ウェールズ・ルティン出身の元サッカー選手。現役時代のポジションはDF。元ウェールズ代表。

## 経歴

### クラブ
マンチェスター・シティFCのアカデミーの出身だが、2005年にレクサムAFCのユースチームに加入。2007年にトップチームに昇格した。2010–11シーズンから当時フットボールリーグ・チャンピオンシップに属していたスウォンジー・シティAFCに加入し、ウェールズ勢で初めてとなる、プレミアリーグ昇格を経験し、翌2011–12シーズンも年間11位を経験した。2012–13シーズンもレギュラーとして期待されていたが、2012年9月1日のサンダーランドAFC戦（2-2）でクレイグ・ガードナーから背後からタックルを受け、左足首を骨折。全治不明の長期離脱となった。
2014年1月31日、フラムFCへの移籍が合意したが、妊娠中の妻が陣痛を起こしたため契約書へのサインに間に合わず、破談となった。
2017年1月31日、チャンピオンシップのアストン・ヴィラFCに加入することが発表された。移籍金は推定500万ポンド。
2021年11月18日、ミドルズブラFCと2022年1月中旬までの短期契約を結んだ。2022年1月14日、ミドルズブラとの契約を2021–22シーズン終了まで延長した。
2022年11月7日、現役引退を表明した。

### 代表
ウェールズ代表として2010年5月23日、親善試合のクロアチア戦でA代表デビューした。2012年にイギリス代表としてロンドンオリンピックメンバーに選出された。2016年6月20日のUEFA EURO 2016グループリーグ第3戦、ロシア戦で代表初得点を挙げた。

## 人物
インドにルーツを持ち、母親はコルカタの出身である。

## タイトル

### クラブ
スウォンジー・シティAFC
- フットボールリーグカップ：1回（2012–13）